# Женє
Женє (словен. Ženje) — поселення в общині Кршко, Споднєпосавський регіон, Словенія. Висота над рівнем моря: 348,9 м.